# Leptacis vertexialis
Leptacis vertexialis (лат.) — вид платигастроидных наездников из семейства Platygastridae. Юго-Восточная Азия: Индонезия (Сула, Манголе). Название обращает внимание на необычно приподнятый затылочный киль.

## Описание
Мелкие перепончатокрылые насекомые (длина 0,9 — 1,1 мм). Отличаются следующими признаками: затылочный киль сильно развит; нотаули отсутствуют; длина переднего крыла в 2,8 раза больше ширины, с краевыми ресничками в 0,3 раза больше ширины крыла; метасома примерно равна длине мезосомы. Основная окраска коричневато-чёрная: тело чёрное, антенномеры А1—А6 и ноги светло-коричневые, вершина задних голеней слегка затемнена. Усики 10-члениковые. Отличается от похожего вида L. pilosella, например, в наличии голых глаз и более коротких жгутика и брюшка. Вид был впервые описан в 2008 году датским энтомологом Петером Булем (Peter Neerup Buhl, Дания).